# Ивайло Калоянчев
Ивайло Калоянчев е български актьор, син на легендарния български актьор Георги Калоянчев .
Роден е на 30 ноември 1954 г. в София. Започва да играе на сцената на Сатиричен театър „Алеко Константинов“. След 2000 г. спира да играе и става управител на обменно бюро за валута.

## Театрални роли
- „Провинциални анекдоти“ (Александър Вампилов) - Рукосуев, Угаров
- „Шеги на любовта“ (Антон П. Чехов) - Лука

## Телевизионен театър
- „Службогонци“ (1985) (от Иван Вазов, реж. Коста Наумов)

## Филмография
| Година    | Филми и Сериали                      | Серии | Роля                         |
| --------- | ------------------------------------ | ----- | ---------------------------- |
| 2015      | Връзки                               | 20    |                              |
| 2013      | Дървото на живота                    | 24    |                              |
| 2010-2011 | Стъклен дом                          | 64    |                              |
| 1991      | Бай Ганьо (тв сериал)                | 5     | Танас Дочоолу (в 1 серия: V) |
| 1989      | Заплахата                            |       |                              |
| 1989      | Тест’88                              |       | крадецът                     |
| 1987      | 13-а годеница на принца              |       | придворния                   |
| 1987      | Време за път                         | 5     | Коларов                      |
| 1986      | Съдията                              |       |                              |
| 1985      | Златно сърце                         | 3     | вуйчото                      |
| 1979      | Като белязани атоми                  |       |                              |
| 1979      | Каквото стори дядо – все е хубаво... |       |                              |